# Закон України «Про систему екстреної допомоги населенню за єдиним телефонним номером 112»
Закон України «Про систему екстреної допомоги населенню за єдиним телефонним номером 112» — закон, що визначає правові та організаційні засади функціонування системи екстреної допомоги населенню за єдиним телефонним номером 112.

## Структура
- Стаття 1. Визначення термінів
- Стаття 2. Законодавство у сфері екстреної допомоги населенню
- Стаття 3. Основні засади функціонування системи 112
- Стаття 4. Основні принципи функціонування системи 112
- Стаття 5. Регулювання системи 112
- Стаття 6. Організаційні засади функціонування системи 112
- Стаття 7. Матеріально-технічне забезпечення системи 112
- Стаття 8. Прикінцеві положення